# James Denton
James Thomas Denton Jr. (sinh ngày 20 tháng 1 năm 1963) là một nam diễn viên người Mỹ.